# Monty Håkansson
Malte Sigvard „Monty” Håkansson (ur. 28 października 1919 w Kävlinge, zm. 15 lutego 1992) – szwedzki i od 1948 roku australijski zapaśnik walczący w stylu klasycznym. Olimpijczyk z Melbourne 1956, gdzie zajął dziewiąte miejsce w kategorii do 52 kg.
Wicemistrz Europy w 1946 roku.
Mistrz Szwecji w 1946 roku.

## Letnie Igrzyska Olimpijskie 1956
| Konkurencja          | Rundy eliminacyjne    | Rundy eliminacyjne         | Klas. końcowa |
| Konkurencja          | Przeciwnik I          | Przeciwnik II              | Miejsce       |
| -------------------- | --------------------- | -------------------------- | ------------- |
| 52 kg styl klasyczny | Maurice Mewis (BEL) P | Dursan Ali Eğribaş (TUR) P | 10.           |